# Hygrostola homomunda
Hygrostola homomunda là một loài bướm đêm trong họ Noctuidae.